# 双流站
双流站是一个成昆线上的铁路车站，位于成都市高新区桂溪街道临江村（原属双流县西航港街道，2008年划入高新区）。目前为三等站，邮政编码为610211。目前客运：办理旅客乘降（实际正在改造中，暂不办理客运）；不办理行李、包裹托运；货运办理整车货物及汽车集装箱、板架式集装箱发到。

## 历史
车站始建于1958年冬，1966年开始临时运营，1971年1月正式开通。车站初名白家站，设有3条到发线、1条正线以及1条牵出线:366。1999年车站更名双流站:308。
车站为原西昌铁路分局在成昆铁路管辖的第一站。双流站原有成都至普雄的5619/5620次列车停靠并办理客运业务，这对列车于2015年3月21日起缩短至燕岗后，车站不再办理客运业务。
2014年开始的成昆铁路成峨段扩能改造工程除了将车站上下行区间复线化外，还计划重建站房和站场。站房重建工程于2016年开始，新站房面积1999平方米。复线化工程于2017年底完成。
2019年9月，车站西侧新建双流存车场，为CR200J提供整备服务。工程于12月26日投入使用。

## 运营状况
双流站是双流区主要的货运站，同时辐射新津区、崇州市、温江区等地。车站在复线化后设有6条股道（含2条正线），并设有共有三个货场，主要到发货品为粮食、钢铁、化工及饮食品类，总面积74870平方米，共设有4条货物线。车站设有通往中石油双流油库、成都航都粮油、嘉里粮油、成都铁路起重运输机械厂和成都天华技工贸发展有限公司的专用线。
双流站西北侧设有双流客车存车场，内设有8条整备线，承担CR200J型电力动车组的整备工作。

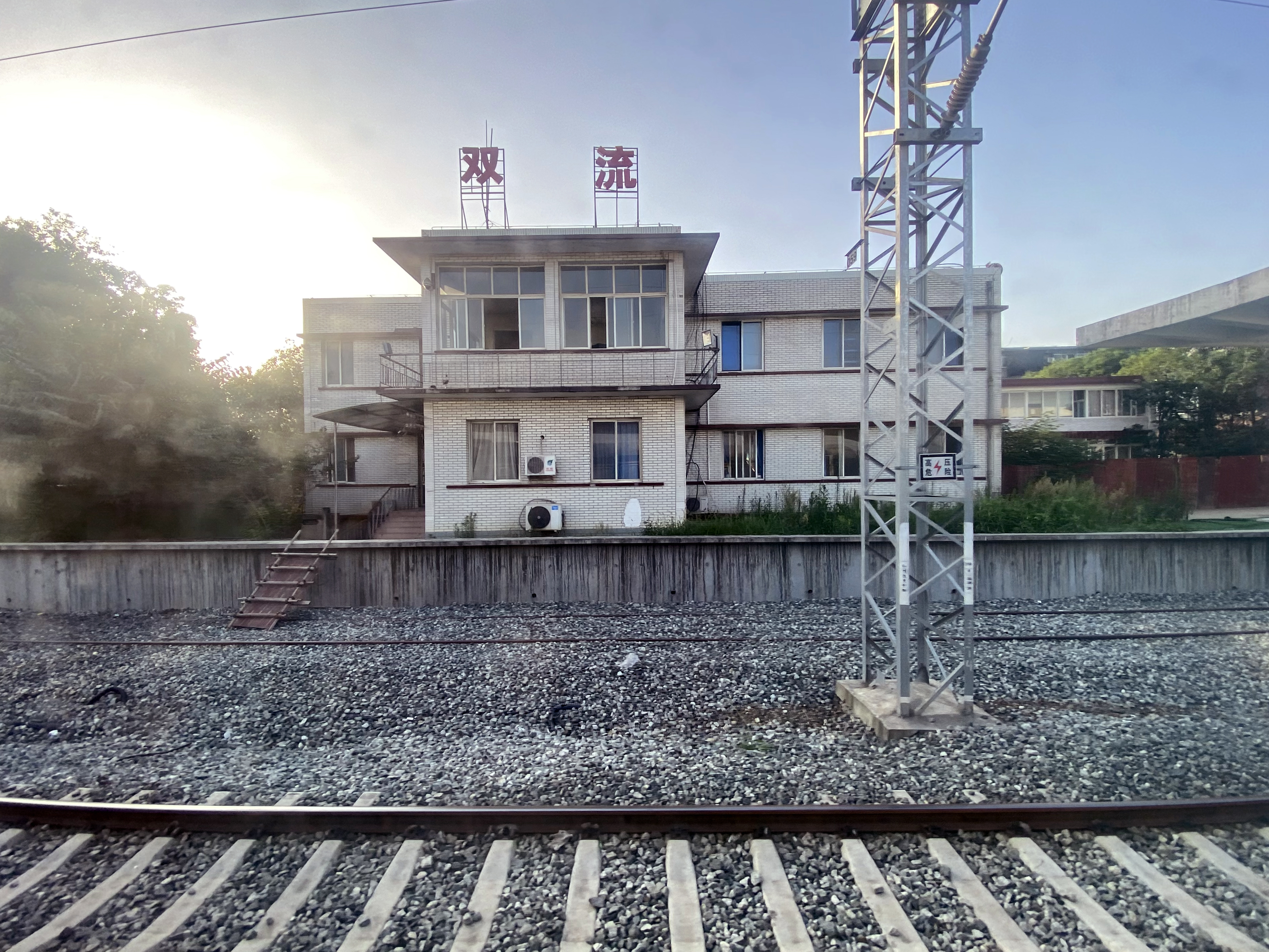
行车室
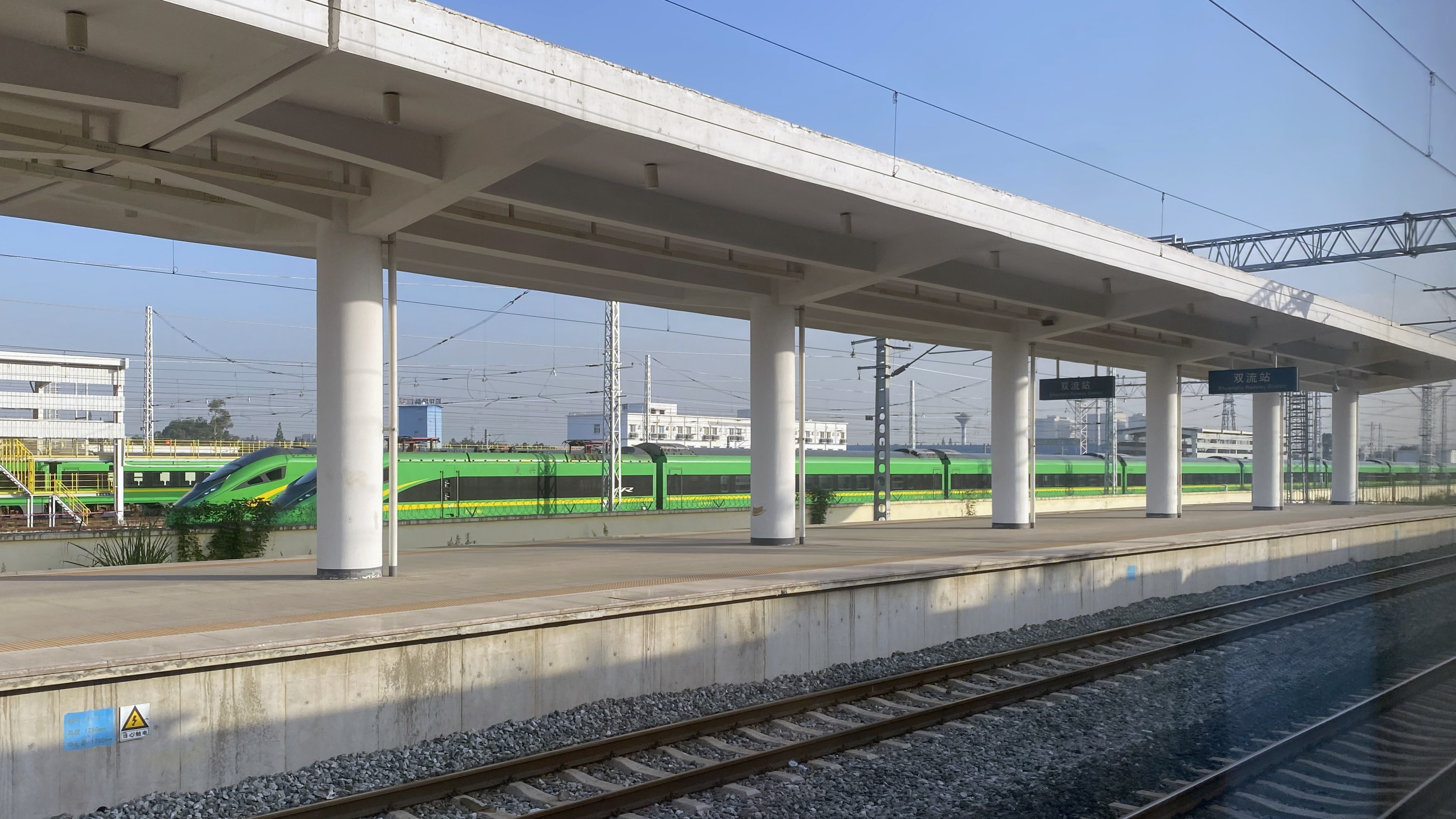
几组CR200J停在双流站
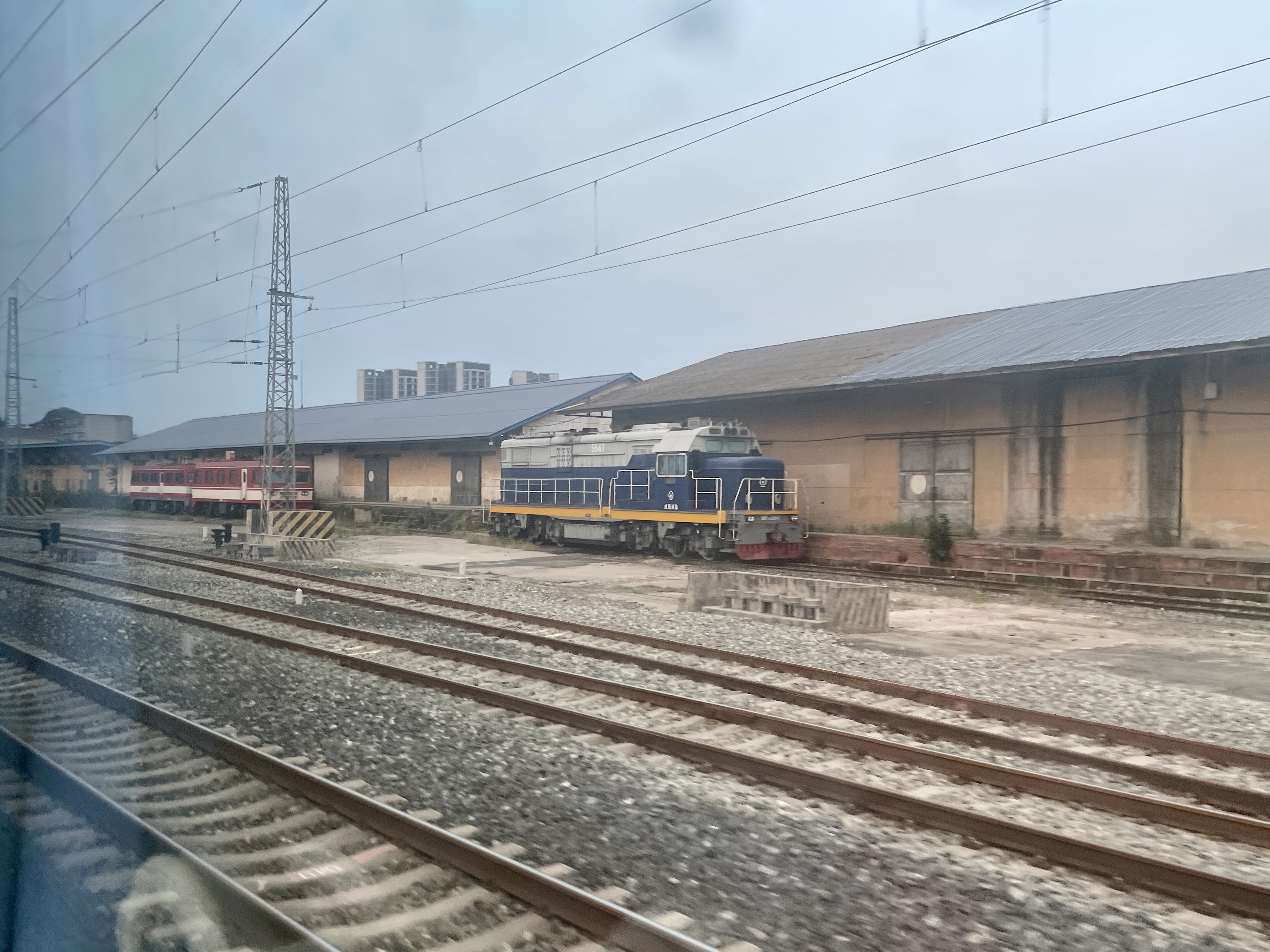
车站货场